# 川辺町立下麻生小学校
川辺町立下麻生小学校 （かわべちょうりつ　しもあそうしょうがっこう）は、かつて岐阜県加茂郡川辺町に存在した公立小学校。

## 概要
- 旧・加茂郡下麻生町（現在の川辺町下麻生と七宗町中麻生）の小学校であったが、1956年に下麻生町が分割されて以降は川辺町下麻生が校区であった。1977年、川辺小学校上川辺分教室[注釈 1]と統合し、川辺北小学校の新設により廃校。
- 廃校後、校舎は1982年から加茂郡教育研究所として使用されたが[1]、2011年に取り壊された[2]。2018年現在、跡地は下麻生グラウンドになっている。

## 沿革
- 1873年（明治6年）2月 - 下麻生村に明倫義校が開校する。大雄寺[注釈 2]を仮校舎とする。
- 1880年（明治13年） - 新築移転。
- 1885年（明治18年） - 下麻生簡易科小学校に改称する。
- 1889年（明治22年）7月1日 - 上川辺村と下麻生村が合併し、麻川村が発足。同時に上川辺学校を統合し、上川辺分教場を設置。
- 1893年（明治26年）4月27日 - 麻川村が分割され、上川辺村と下麻生村となる。同時に上川辺分教場は川辺尋常高等小学校に移る。
- 1896年（明治29年）11月13日 - 町制施行し、下麻生町となる。
- 1899年（明治32年） - 下麻生尋常小学校に改称する。
- 1903年（明治36年） - 新校舎（木造平屋建）が完成。
- 1912年（明治45年） - 農業裁縫補習学校を併設する。
- 1941年（昭和16年）4月1日 - 下麻生国民学校に改称する。
- 1947年（昭和22年） - 下麻生町立下麻生小学校に改称する。
- 1955年（昭和30年） - 新校舎（鉄筋コンクリート造2階建）が完成。
- 1956年（昭和31年）9月30日 - 下麻生町は分割され、中麻生地区は七宗村に、下麻生地区は川辺町に編入される。同時に川辺町立下麻生小学校に改称する。
- 1977年（昭和52年）3月31日 - 廃校。

## 出身有名人
- 津田左右吉　　明倫義校時代に在学。父親の津田藤馬は明倫義校の教師であった[3]